# Абдылдаев, Мамбет
Мамбет Абдылдаев, другой вариант имени — Мамбед (кирг. Мамбат Абдылдаев; род. 1924 год, село Мазар-Суу) — старший чабан совхоза имени Токтогула Токтогульского района Ошской области, Киргизская ССР. Герой Социалистического Труда (1971). Мастер животноводства Киргизской ССР (1967). Депутат Верховного Совета СССР 7-го созыва.

## Биография
Родился в 1924 году в крестьянской семье в селе Мазар-Суу (ныне — Токтогульский район).
С 1954 года — пастух, старший чабан (1960—1986) совхоза имени Токтогула Токтогульского района. В 1967 году вступил в КПСС.
Бригада Мамбета Абдылдаева ежегодно перевыполняла план по овцеводству. Задания Восьмой пятилетки (1966—1970) были выполнены на 148 %. Указом Президиума Верховного Совета СССР от 8 апреля 1971 года удостоен звания Героя Социалистического Труда «за выдающиеся успехи, достигнутые в развитии сельскохозяйственного производства и выполнении пятилетнего плана продажи государству продуктов земледелия и животноводства» с вручением ордена Ленина и золотой медали Серп и Молот.
Избирался депутатом Верховного Совета СССР (1966—1970).
В 1986 году вышел на пенсию. С 1990 года — персональный пенсионер союзного значения.